# Skarabygdens domsaga
Skarabygdens domsaga var en domsaga i Skaraborgs län. Den bildades den 1 januari 1944 genom samgående av Skånings, Valle och Vilske domsaga samt Skara rådhusrätt. Domsagan upplöstes 1971 i samband med tingsrättsreformen i Sverige, då den överfördes till Lidköpings tingsrätt och Falköpings tingsrätt.
Domsagan lydde under Göta hovrätt. Till en början låg två tingslag under domsagan men detta antal minskades den 1 januari 1948 till bara ett.

## Tingslag
- Vilske tingslag; till 1948
- Skara, Skånings och Valle tingslag; till 1948
- Skarabygdens domsagas tingslag; från 1948

## Häradshövdingar
- 1944–1961 Gustaf Eksell
- 1961–1970 Per Karlberg

### Fotnoter
1. ↑  Folkräkningen 1945, SCB, s. 147, läs online.[källa från Wikidata]
2. ↑   (PDF) Folkräkningen den 31 december 1945, I, Areal och folkmängd inom särskilda förvaltningsområden m.m., Befolkningsagglomerationer. Stockholm: Statistiska centralbyrån. 1947. sid. 64 & 140. Arkiverad från originalet den 25 oktober 2014. https://www.webcitation.org/6TamDOErk?url=http://www.scb.se/Grupp/Hitta_statistik/Historisk_statistik/_Dokument/SOS/Folkrakningen_1945_1.pdf. Läst 25 oktober 2014 Arkiverad 24 september 2015 hämtat från the Wayback Machine.
3. ↑   (PDF) Folkräkningen den 31 december 1950, I, Areal och folkmängd inom särskilda förvaltningsområden m.m., Tätorter. Stockholm: Statistiska centralbyrån. 1952-05-19. sid. 84. Arkiverad från originalet den 1 oktober 2014. https://www.webcitation.org/6T09ZkyrB?url=http://www.scb.se/Grupp/Hitta_statistik/Historisk_statistik/_Dokument/SOS/Folkrakningen_1950_1.pdf. Läst 9 oktober 2014 Arkiverad 29 oktober 2013 hämtat från the Wayback Machine.